# Leesburg (Georgia)
Leesburg település az Amerikai Egyesült Államok Georgia államában, Lee megyében, melynek megyeszékhelye is. Lakosainak száma 3480 fő (2020. április 1.).

## Népesség
A település népességének változása:

| 2010 | 2 896 |
| 2020 | 3 480 |